# Hlipiceni
Hlipiceni è un comune della Romania di 3 828 abitanti, ubicato nel distretto di Botoșani, nella regione storica della Moldavia.
Il comune è formato dall'unione di 3 villaggi: Dragalina, Hlipiceni, Victoria.